# Dial Drunk
Dial Drunk è un singolo del cantautore statunitense Noah Kahan e del cantante statunitense Post Malone, pubblicato il 17 luglio 2023 come terzo estratto dal terzo album in studio omonimo.

## Descrizione
Originariamente presente in versione solista nell'album Stick Season, Dial Drunk è stato pubblicato il 17 luglio 2023 in una versione inedita con Post Malone. Riguardo alla collaborazione, Kahan ha affermato:

## Tracce
Testi e musiche di Noah Kahan, Austin Post, Noah Levine e Gabe Simon.
1. Dial Drunk – 3:34

## Successo commerciale
Dial Drunk ha segnato il primo ingresso di Noah Kahan nella Billboard Hot 100 datata 24 giugno 2023, grazie a 9,5 milioni di riproduzioni streaming, 583 000 passaggi radiofonici e 1 000 copie digitali.

## Classifiche

### Classifiche settimanale
| Classifica (2023-24) | Posizione massima |
| -------------------- | ----------------- |
| Australia            | 45                |
| Canada               | 10                |
| Irlanda              | 11                |
| Norvegia             | 33                |
| Nuova Zelanda        | 26                |
| Regno Unito          | 32                |
| Stati Uniti          | 25                |

### Classifiche di fine anno
| Classifica (2023) | Posizione |
| ----------------- | --------- |
| Canada            | 55        |
| Stati Uniti       | 80        |
| Classifica (2024) | Posizione |
| Canada            | 27        |
| Regno Unito       | 98        |